# Magyarországi zsinagógák listája

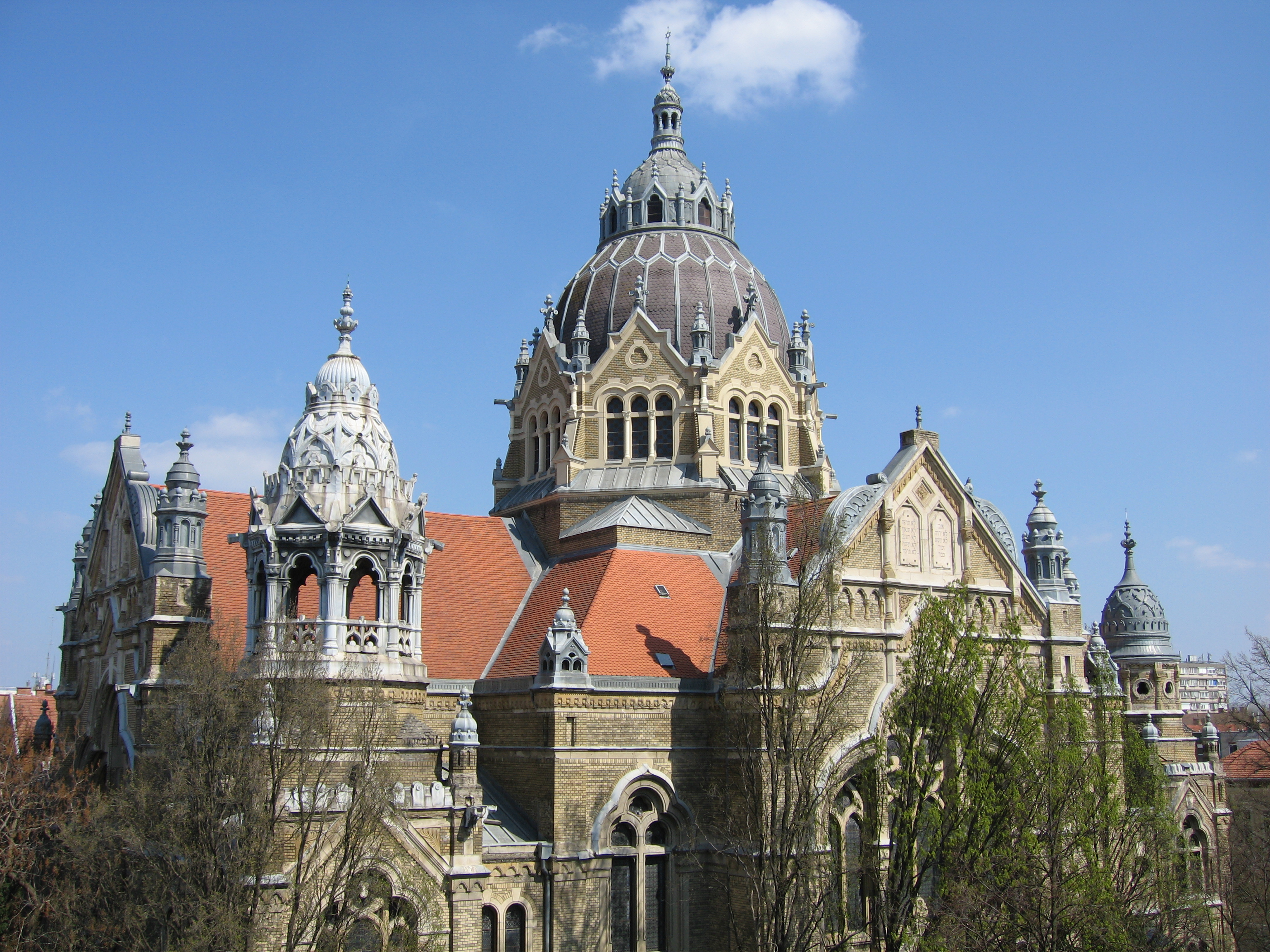
A szegedi Új zsinagóga monumentális épülete

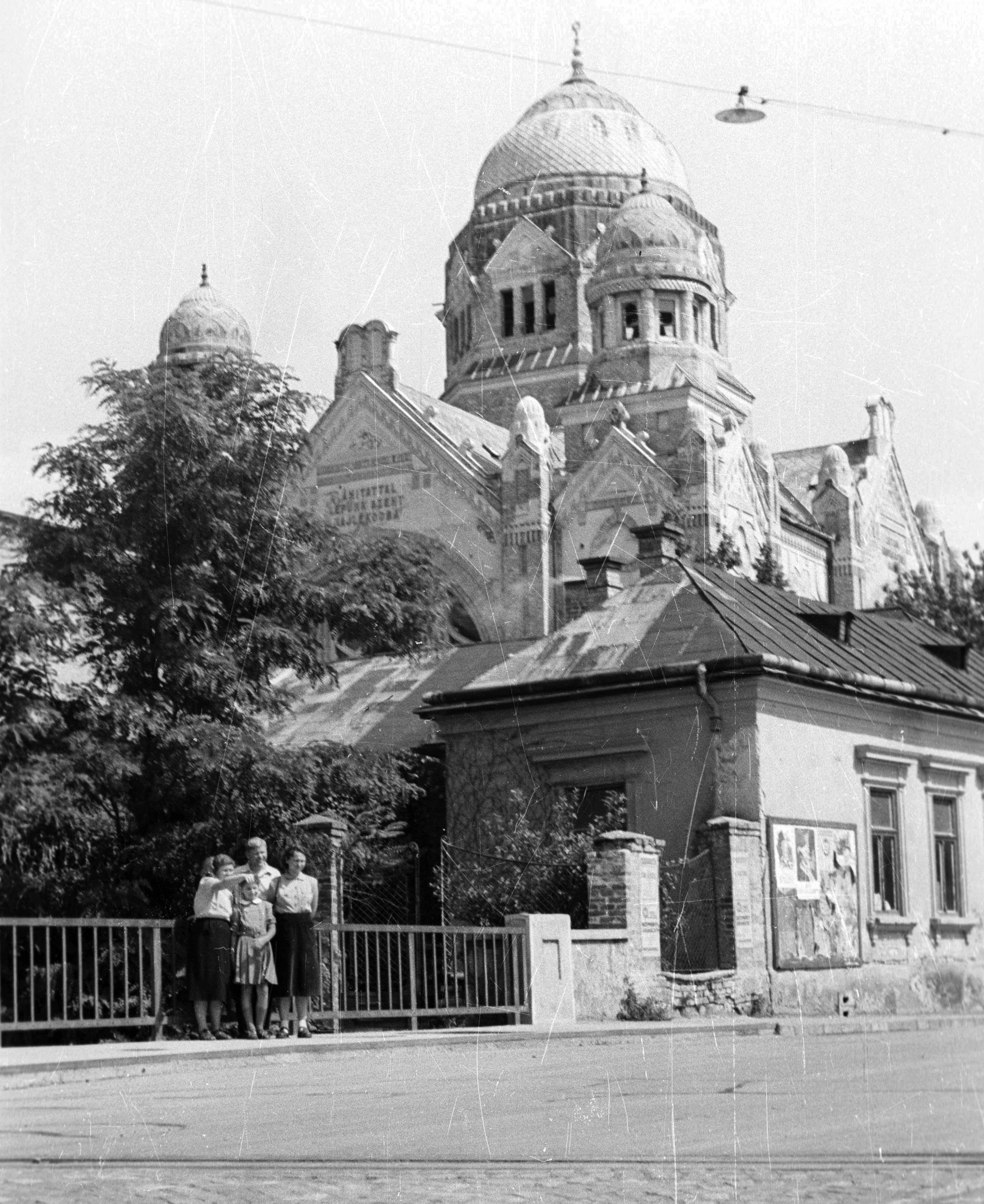
Az egri neológ zsinagóga (1911–1913-ban épült). Akár a szegedi zsinagóga, korának ez is hatalmas alkotása volt, de más sors várt rá: 1967-ben a településképet rontó méretére hivatkozva lebontásra került. Néhány fekete-fehér fénykép tanúskodik egykori létezéséről.

Ez a szócikk a történelmi Magyarország területén épült zsinagógákat tartalmazza megyék szerinti bontásban. A felsorolt zsinagógák többsége már használaton kívül áll, vagy egyéb, nem vallási funkciót tölt be, némelyiket pedig lebontották.
A 20. század elején a Magyar Királyság igen sok településén működött zsidó hitközség, amelyek idővel saját templomot, zsinagógát emeltek. Ezeknek az épületeknek legtöbbjét rendkívül igényes művészi külső és belső kialakítással építették. Sok klasszicista stílusú volt, sok romantikus, sok eklektikus és néhány szecessziós is akadt köztük. Többet monumentális méretűre terveztek, hogy megmutassák a századforduló egyenjogúsított és gazdagodó zsidóságának nagyságát és gazdagságát – hasonlóan a korabeli keresztény egyházak templomaihoz.
A második világháború alatt azonban több zsinagóga megsemmisült vagy jelentősen megrongálódott. A második világháború után sokat lebontottak. Számos épületet nem tudott fenntartani a helyi zsidó hitközség, amelyek tagjainak száma a holokauszt miatt jelentősen lecsökkent és az ötvenes-hatvanas években értékesítették őket az önkormányzatoknak. Az így eladott épületekből többet kulturális célból felújították – de volt olyan, amelyet mindenféle megőrzés nélkül raktárként használtak fel. Néhányat üzletekké alakítottak át, és nem egy elbontásra került, mivel a korszak egyszerűsítő építészeti irányzatai nem kedveztek a korábbi díszesebb stílusoknak. Példaként említhető a hatalmas méretű egri neológ zsinagóga, a makói neológ zsinagóga és a salgótarjáni zsinagóga. A megsemmisített magyarországi zsinagógák emlékét ma már csak fényképek és képeslapok őrzik. Hasonló a helyzet a Kárpát-medence egyéb, történelmi Magyarországhoz tartozó részeivel. (Délvidék, horvát területek, Felvidék, Erdély, Kárpátalja) 
A magyar zsinagógák felsorolása nem feltétlenül teljes, mivel néhány zsinagóga létezéséről csak elenyésző számú forrás tanúskodik. Az 1929-ben Újvári Péter szerkesztésében Budapesten megjelent Magyar zsidó lexikon számos olyan magyarországi települést sorol fel, ahol a könyv megjelenésekor zsinagóga létezett. A még álló és már elpusztult épületek nagyobb mértékű kutatása a rendszerváltás idején kezdődött. 1989-ben Gerő László Magyarországi zsinagógák, 2005-ben Podonyi Hedvig Zsinagógák Magyarországon tett közzé fényképes albumokat. Mindezeknél nagyobb Klein Rudolf Zsinagógák Magyarországon 1782–1918 című 2011-es könyve, aki nem kevesebb, mint 678 oldalt szentelt a kérdéskörnek. 2019-ben 162 még meglévő zsinagógát azonosítottak egy, a Jeruzsálemi Héber Egyetem által szervezett kutatás során, amely „a II. világháború előtti zsinagógák számának nagyjából a negyedét teszi ki.” Ha ez a becslés helyes, 1939 előtt 600-nál több zsinagóga állt Magyarországon, egyben úgy tűnik, hogy ebben a számban nincs benne a korábban már elcsatolt magyar területek számos zsinagógája. „Az út során a listázott 162 épület közül 138-ba sikerült [a kutató túra résztvevőinek] ellátogatniuk. Nagyjából 10 ezer fotót készítettek és sok zsinagógát teljes egészében dokumentáltak, több épületről, például az abonyi, bajai, keszthelyi vagy kővágóörsi zsinagógáról pedig pontos alaprajzok is készültek.”

## Zsinagógák más településeken

### Bács-Kiskun vármegye
| Kép | Név                          | Irányzat | Tervező           | Építési idő | Megjegyzés                                                        |
| --- | ---------------------------- | -------- | ----------------- | ----------- | ----------------------------------------------------------------- |
|     | Apostagi zsinagóga           | ?        | ?                 | 1822        | Kulturális célokra használják.                                    |
|     | Bajai zsinagóga              | ?        | Frey Lajos        | 1842–1845   | Az Ady Endre Városi Könyvtár és Művelődési Központ működik benne. |
|     | Jánoshalmai zsinagóga        | ?        | ?                 | 1850 előtt  | Használaton kívül áll.                                            |
|     | Kalocsai zsinagóga           | ?        | Kocka Ferdinánd   | 1861        | Kulturális célokra használják.                                    |
|     | Kecskeméti ortodox zsinagóga | ?        | ?                 | 1918        | A Magyar Fotográfiai Múzeum működik benne.                        |
|     | Kecskeméti neológ zsinagóga  | ?        | Zitterbarth János | 1864-1868   | Jelenleg a Tudomány és Technika Háza működik benne.               |
|     | Kiskőrösi nagy zsinagóga     | ?        | ?                 | 1873        | Elpusztult.                                                       |
|     | Kiskőrösi kis zsinagóga      | ?        | ?                 | 1915        | Zeneiskolaként, hangversenyteremként funkcionál.                  |
|     | Kiskunhalasi zsinagóga       | ?        | ?                 | 1860        | Használatban.                                                     |
|     | Kunszentmiklósi zsinagóga    | ?        | ifj. Bobula János | 1900 k.     |                                                                   |
|     | Tiszakécskei zsinagóga       | ?        | ?                 | 1909        | Kulturális célokra használják.                                    |

### Baranya vármegye
| Kép | Név                  | Irányzat | Tervező       | Építési idő | Megjegyzés                                  |
| --- | -------------------- | -------- | ------------- | ----------- | ------------------------------------------- |
|     | Pécsi zsinagóga      | ?        | Feszl Frigyes | 1868–1869   | Használatban.                               |
|     | Szigetvári zsinagóga | ?        | ?             | 1857        | A Szigetvári Városi Könyvtár működik benne. |

### Békés vármegye
| Kép | Név                           | Irányzat | Tervező       | Építési idő | Megjegyzés                                                                                |
| --- | ----------------------------- | -------- | ------------- | ----------- | ----------------------------------------------------------------------------------------- |
|     | Békési zsinagóga              | ?        | ?             | 1909        | Kulturális célokra használják.                                                            |
|     | Békéscsabai zsinagóga         | ?        | ?             | 2004        | Használatban.                                                                             |
|     | Békéscsabai ortodox zsinagóga | ortodox  | Michay Sándor | 1894        | Át lett alakítva, vallási funkciót nem tölt be.                                           |
|     | Békéscsabai neológ zsinagóga  | neológ   | Langer Lipót  | 1893        | Áruházi célokra át lett alakítva, vallási funkciót nem tölt be.                           |
|     | Füzesgyarmati zsinagóga       | ?        | ?             | 1929        | Ma iskola.                                                                                |
|     | Gyulai zsinagóga              | ?        | ?             | 1882–1883   | Zeneiskolává lett átalakítva.                                                             |
|     | Mezőberényi zsinagóga         | ?        | ?             | 1884        | Elbontották.                                                                              |
|     | Orosházai zsinagóga           | neológ   | ismeretlen    | 1890        | Jelenleg a Művészetek Háza nevet viseli, hangversenyeket, kiállításokat szerveznek benne. |

### Borsod-Abaúj-Zemplén vármegye
| Kép | Név                                | Irányzat | Tervező        | Építési idő        | Megjegyzés                                       |
| --- | ---------------------------------- | -------- | -------------- | ------------------ | ------------------------------------------------ |
|     | Abaújszántói zsinagóga             | ?        | ?              | 1896               | Raktárként használják.                           |
|     | Bodrogkeresztúri zsinagóga         | ?        | ?              | 1906               | A Bükki Nemzeti Park Igazgatósága működik benne. |
|     | Jósvafői zsinagóga                 | ?        | ?              | ?                  |                                                  |
|     | Mádi zsinagóga                     | ?        | ?              | 1795               | Használatban.                                    |
|     | Megyaszói zsinagóga                | ?        | ?              | 1913 előtt         | Raktárként használják.                           |
|     | Mezőcsáti zsinagóga                | ?        | ?              | 1880               | Kulturális célokra használják.                   |
|     | Mezőkövesdi zsinagóga              | ortodox  | ?              | 1896               | Elbontották.                                     |
|     | Kazinczy utcai zsinagóga           | neológ   | Ludwig Förster | 1856–1863          | Használatban.                                    |
|     | Miskolci Palóczy utcai zsinagóga   | neológ   | ?              | 1900               | Elbontották.                                     |
|     | Olaszliszkai zsinagóga             | ortodox  | ?              | 1866 után          | Emlékhellyé alakítva.                            |
|     | Sajószentpéteri zsinagóga          | ?        | ?              | 1900               | Panzióként működik.                              |
|     | Sárospataki zsinagóga              | ortodox  | ?              | 1890               | Üzletházként működik.                            |
|     | Sátoraljaújhelyi ó zsinagóga       | ?        | ?              | 1795               | Használaton kívül.                               |
|     | Sátoraljaújhelyi új zsinagóga      | neológ   | ?              | 1830               | Használaton kívül.                               |
|     | Sátoraljaújhelyi ortodox zsinagóga | ortodox  | ?              | 1886               | Használaton kívül.                               |
|     | Szendrői zsinagóga                 | ?        | ?              | 1830               | Elbontották.                                     |
|     | Szerencsi zsinagóga                | ortodox  | ?              | ?                  | Elbontották.                                     |
|     | Szikszói zsinagóga                 | ortodox  | ?              | 1914               | Inkubátorházként működik.                        |
|     | Tarcali zsinagóga                  | ?        | ?              | XVIII. század vége | Használaton kívül.                               |
|     | Tokaji zsinagóga                   | ?        | ?              | 1899               | Kulturális célokra használják.                   |

### Csongrád-Csanád vármegye
| Kép | Név                         | Irányzat | Tervező        | Építési idő | Megjegyzés                                                                  |
| --- | --------------------------- | -------- | -------------- | ----------- | --------------------------------------------------------------------------- |
| –   | Csongrádi zsinagóga         | ?        | ?              | 1854        | 1969-ben lebontották.                                                       |
|     | Hódmezővásárhelyi zsinagóga | ?        | Busch Miklós   | 1857        | 1908-ban átalakították. Kulturális célokra használják.                      |
|     | Makói ortodox zsinagóga     | ortodox  | ?              | 1895        | Kulturális célokra használják.                                              |
|     | Makói neológ zsinagóga      | neológ   | ?              | 1914        | Elbontották.                                                                |
|     | Szegedi régi zsinagóga      | ?        | ?              | 1843        | Kulturális célokra használják.                                              |
|     | Szegedi új zsinagóga        | neológ   | Baumhorn Lipót | 1900–1902   | Magyarország második, Európa negyedik legnagyobb zsinagógája. Használatban. |
|     | Szentesi zsinagóga          | ?        | Knabe Ignác    | 1868–1872   | A Szentes Városi Könyvtár működik az épületben.                             |

### Fejér vármegye
| Kép | Név                               | Irányzat                | Tervező            | Építési idő | Megjegyzés                                |
| --- | --------------------------------- | ----------------------- | ------------------ | ----------- | ----------------------------------------- |
|     | Ercsi zsinagóga                   | status quo ante, neológ | ?                  | 1870 körül  | Kisebb imaház volt. 1947-ben elbontották. |
|     | Lovasberényi zsinagóga            | ?                       | ?                  | 1798 előtt  | Elbontották.                              |
|     | Székesfehérvári neológ zsinagóga  | neológ                  | Cometter Bernardin | 1862        | Elbontották.                              |
|     | Székesfehérvári ortodox zsinagóga | ortodox                 | ?                  | 1870        | Elbontották.                              |
|     | Sárbogárdi zsinagóga              | ortodox                 |                    | 1879        | Mai napig áll, felújításra kerül          |

### Győr-Moson-Sopron vármegye
| Kép | Név                                      | Irányzat | Tervező        | Építési idő              | Megjegyzés                     |
| --- | ---------------------------------------- | -------- | -------------- | ------------------------ | ------------------------------ |
|     | Győri zsinagóga                          | ?        | Benkó Károly   | 1870                     | Kulturális célokra használják. |
|     | Pannonhalmi (győrszentmártoni) zsinagóga | orthodox | ?              | XIX. század második fele | Használaton kívül.             |
|     | Soproni ózsinagóga                       | ?        | ?              | XIV. század              | Kulturális célokra használják. |
|     | Soproni új zsinagóga                     | neológ   | Schármár János | 1874                     | Elbontották.                   |
|     | Soproni ortodox zsinagóga                | ortodox  | Schiller János | 1891                     | Használaton kívül.             |
|     | Szilsárkányi zsinagóga                   | ?        | ?              | ?                        | Használaton kívül.             |
|     | Téti zsinagóga                           | ?        | ?              | 1869 körül               | Elbontották.                   |

### Hajdú-Bihar vármegye
| Kép | Név                                 | Irányzat | Tervező          | Építési idő | Megjegyzés                           |
| --- | ----------------------------------- | -------- | ---------------- | ----------- | ------------------------------------ |
|     | Berettyóújfalui zsinagóga           | ?        | Weisszmann Béla  | 1903        | Használaton kívül.                   |
|     | Debreceni ortodox zsinagóga         | ?        | Berger Jenő      | 1893        | Kulturális célokra használják.       |
|     | Debreceni neológ zsinagóga          | neológ   | Jakob Gärtner    | 1896        | Elbontották.                         |
|     | Kápolnás utcai zsinagóga (Debrecen) | neológ   | László testvérek | 1909-1910   |                                      |
|     | Hajdúböszörményi zsinagóga          | ?        | ?                | 1863        | Használaton kívül (felújítás alatt). |
|     | Hajdúdorogi zsinagóga               | ?        | ?                | 1859 előtt  | Elpusztult.                          |
|     | Konyári zsinagóga                   | ?        | ?                | 1900 körül  | Használaton kívül.                   |

### Heves vármegye
| Kép | Név                         | Irányzat | Tervező                        | Építési idő     | Megjegyzés                           |
| --- | --------------------------- | -------- | ------------------------------ | --------------- | ------------------------------------ |
|     | Egri neológ zsinagóga       | neológ   | Baumhorn Lipót                 | 1911–1913       | Elbontották.                         |
|     | Egri ortodox zsinagóga      | ortodox  | ?                              | 1893            | Áruházzá alakították.                |
|     | Egri kis zsinagóga          | ?        | ?                              | 1820            | Használaton kívül.                   |
|     | Gyöngyösi zsinagóga         | neológ   | Baumhorn Lipót, Somogyi György | 1930            | Kulturális célokra használják.       |
|     | Gyöngyösi régi zsinagóga    | ?        | Rábel Károly                   | 1813–1820 körül | Használaton kívül.                   |
|     | Gyöngyösi ortodox zsinagóga | ortodox  | ?                              | 1872            | 1917-ben kiégett, ezért elbontották. |
|     | Hatvani zsinagóga           | ?        | ?                              | 1876            | Elpusztult.                          |
|     | Verpeléti zsinagóga         | ?        | ?                              | 1870            | Használaton kívül.                   |

### Jász-Nagykun-Szolnok vármegye
| Kép | Név                       | Irányzat | Tervező                 | Építési idő | Megjegyzés                               |
| --- | ------------------------- | -------- | ----------------------- | ----------- | ---------------------------------------- |
|     | Karcagi zsinagóga         | neológ   | Blau Ferenc             | 1899        | Használatban.                            |
|     | Kunhegyesi zsinagóga      | ?        | ?                       | 1893        | Elbontották.                             |
|     | Kunszentmártoni zsinagóga | ortodox  | Dobovszky József István | 1911–1912   | Kulturális célokra használják.           |
|     | Mezőtúri zsinagóga        | ?        | ?                       | 1830        | A helyi Városi Galéria üzemel benne.     |
|     | Szolnoki zsinagóga        | ?        | Baumhorn Lipót          | 1898        | A Szolnoki Galéria működik az épületben. |
|     | Tiszafüredi zsinagóga     | ortodox  | ?                       | 1912        | Átalakítva áruházként használják.        |

### Komárom-Esztergom vármegye
| Kép | Név                  | Irányzat | Tervező          | Építési idő | Megjegyzés                                                     |
| --- | -------------------- | -------- | ---------------- | ----------- | -------------------------------------------------------------- |
|     | Banai zsinagóga      | ?        | ?                | ?           | Lakóházként funkcionál.                                        |
|     | Esztergomi zsinagóga | ?        | Baumhorn Lipót   | 1888        | Kulturális célokra használják.                                 |
|     | Tatai zsinagóga      | ?        | Wechselman Ignác | 1861        | A helyi Görög-Római Szobormásolatok Kiállítóhelyeként működik. |

### Nógrád vármegye
| Kép | Név                            | Irányzat | Tervező | Építési idő       | Megjegyzés   |
| --- | ------------------------------ | -------- | ------- | ----------------- | ------------ |
|     | Balassagyarmati zsinagóga      | neológ   | ?       | 1866              | Elbontották. |
|     | Salgótarjáni zsinagóga         | neológ   | ?       | 1901–1902         | Elbontották. |
|     | Salgótarjáni ortodox zsinagóga | ortodox  | ?       | XX. század eleje? | Elbontották. |
|     | Szécsényi zsinagóga            | ?        | ?       | ?                 | Elbontották. |

### Pest vármegye
| Kép | Név                     | Irányzat | Tervező         | Építési idő         | Megjegyzés                        |
| --- | ----------------------- | -------- | --------------- | ------------------- | --------------------------------- |
|     | Abonyi zsinagóga        | ?        | Landherr András | 1825                | Raktárnak használják.             |
|     | Albertirsai zsinagóga   | ?        | ?               | 1800-as évek eleje  | Kulturális célokra használják.    |
|     | Aszódi zsinagóga        | ?        | Román Miklós    | 1908                | Elbontották.                      |
|     | Ceglédi zsinagóga       | neológ   | Baumhorn Lipót  | 1905                | Sportcsarnokként funkcionál.      |
|     | Gödöllői zsinagóga      | ?        | ?               | 1894                | Elbontották.                      |
|     | Nagykátai zsinagóga     | ?        | ?               | 1905                | Átalakítva áruházként használják. |
|     | Nagykőrösi zsinagóga    | ?        | Molnár Lajos    | 1923                | Használatban van.                 |
|     | Péceli zsinagóga        | ?        | ?               | 1800-as évek eleje? | Használaton kívül.                |
|     | Tápiógyörgyei zsinagóga | neológ   | ?               | 1896                | Elbontották.                      |
|     | Tápiószelei zsinagóga   | ?        | ?               | 1846                | Elbontották.                      |
|     | Tinnyei zsinagóga       | ?        | ?               | XIX. század?        | Raktárnak használják.             |
|     | Váci zsinagóga          | ?        | Alois Cacciari  | 1864                | Használatban.                     |
|     | Zsámbéki zsinagóga      | ?        | ?               | 1790                | Elbontották.                      |

### Somogy vármegye
| Kép | Név                      | Irányzat | Tervező                    | Építési idő  | Megjegyzés                                    |
| --- | ------------------------ | -------- | -------------------------- | ------------ | --------------------------------------------- |
|     | Balatonboglári zsinagóga | ?        | ?                          | XIX. század? | A Somogy Megyei Munkaügyi Központként üzemel. |
|     | Barcsi zsinagóga         | ?        | ?                          | 1899         | Bútoráruháznak alakították át.                |
|     | Csurgói zsinagóga        | ?        | ?                          | 1840         | Elbontották.                                  |
|     | Igali zsinagóga          | ?        | ?                          | ?            | Használaton kívül.                            |
|     | Kaposvári zsinagóga      | neológ   | ?                          | 1864         | Elbontották.                                  |
|     | Marcali zsinagóga        | neológ   | Komor Marcell, Jakab Dezső | 1906         | Elbontották.                                  |
|     | Nagyatádi zsinagóga      | ?        | ?                          | ?            | Elbontották.                                  |
|     | Siófoki zsinagóga        | ?        | ?                          | 1869         | Elbontották.                                  |
|     | Siófoki új zsinagóga     | ?        | ?                          | 1985         | Használatban.                                 |
|     | Tabi zsinagóga           | ?        | Hőnig Dezső                | 1897         | Elpusztult.                                   |
|     | Toponári zsinagóga       | ?        | ?                          | 1652?        | Elbontották.                                  |

### Szabolcs-Szatmár-Bereg vármegye
| Kép | Név                        | Irányzat | Tervező        | Építési idő         | Megjegyzés                                                   |
| --- | -------------------------- | -------- | -------------- | ------------------- | ------------------------------------------------------------ |
|     | Beregdaróci zsinagóga      | ?        | ?              | ?                   | Tulajdonképpen imaterem volt csak. Üzletnek lett átalakítva. |
|     | Beregsurányi zsinagóga     | ?        | ?              | 1900-as évek eleje? | Kisebb imaház, lakóépületnek átalakítva.                     |
|     | Gergelyiugornyai zsinagóga | ?        | ?              | 1908                | Imaház. Használaton kívül.                                   |
|     | Kisvárdai zsinagóga        | ?        | ?              | 1901                | Kulturális célokra használják.                               |
|     | Mándoki zsinagóga          | ortodox  | ?              | 1861                | 1963-ban elbontották.                                        |
|     | Mátészalkai zsinagóga      | ?        | ?              | 1857                | Használaton kívül áll.                                       |
|     | Nagykállói zsinagóga       | ?        | ?              | 1790 körül          | Elpusztult.                                                  |
|     | Nyíracsádi zsinagóga       | ?        | ?              | 1860                | Baptista imaházként használják.                              |
|     | Nyíregyházi régi zsinagóga | neológ   | ?              | 1865                | Elbontották.                                                 |
|     | Nyíregyházi új zsinagóga   | neológ   | Baumhorn Lipót | 1924–1932           | Használatban.                                                |

### Tolna vármegye
| Kép | Név                        | Irányzat | Tervező        | Építési idő       | Megjegyzés                     |
| --- | -------------------------- | -------- | -------------- | ----------------- | ------------------------------ |
|     | Bátaszéki zsinagóga        | ?        | ?              | 1862              | Elbontották.                   |
|     | Bonyhádi régi zsinagóga    | neológ   | ?              | 1795              | Használaton kívül              |
|     | Bonyhádi ortodox zsinagóga | ?        | ?              | 1924              | Használt bútor üzlet           |
|     | Dombóvári zsinagóga        | neológ   | ?              | 1885              | Kulturális célokra használják. |
|     | Dunaföldvári zsinagóga     | ?        | ?              | 1854              | Elpusztult.                    |
|     | Faddi zsinagóga            | ?        | ?              | XIX. század vége? | Elpusztult.                    |
|     | Gyönki zsinagóga           | ?        | ?              | 1836              | Elbontották.                   |
|     | Hőgyészi zsinagóga         | ?        | ?              | 1861              | Raktárnak használják.          |
|     | Iregszemcsei zsinagóga     | ?        | ?              | XIX. század?      | Elpusztult.                    |
|     | Miszlai zsinagóga          | ?        | ?              | XIX. század?      | Elpusztult.                    |
|     | Nagydorogi zsinagóga       | ?        | ?              | XIX. század?      | Elpusztult.                    |
|     | Ozorai zsinagóga           | ?        | ?              | XIX. század vége  | Elpusztult.                    |
|     | Paksi zsinagóga            | ?        | ?              | 1785              | Kulturális célokra használják. |
|     | Pincehelyi zsinagóga       | ?        | ?              | XIX. század vége  | Elpusztult.                    |
|     | Simontornyai zsinagóga     | ?        | ?              | 1851              | Tulajdonképpen csak imaház.    |
|     | Szakcsi zsinagóga          | ?        | ?              | XIX. század?      | Elpusztult.                    |
|     | Szekszárdi zsinagóga       | ?        | Hans Petschnig | 1897              | Kulturális célokra használják. |
|     | Tamási zsinagóga           | ?        | ?              | XIX. század vége. | Elbontották.                   |
|     | Tolnai zsinagóga           | ?        | ?              | XX. század eleje  | Elbontották.                   |

### Vas vármegye
| Kép | Név                            | Irányzat | Tervező       | Építési idő | Megjegyzés                     |
| --- | ------------------------------ | -------- | ------------- | ----------- | ------------------------------ |
|     | Kőszegi zsinagóga              | neológ   | Shey Fülöp    | 1858–1859   | Használaton kívül áll.         |
|     | Szombathelyi zsinagóga         | ?        | Ludwig Schöne | 1880        | Kulturális célokra használják. |
|     | Szombathelyi ortodox zsinagóga | ?        | ?             | 1832        | Üzletek vannak benne.          |

### Veszprém vármegye
| Kép | Név                      | Irányzat | Tervező | Építési idő  | Megjegyzés                                          |
| --- | ------------------------ | -------- | ------- | ------------ | --------------------------------------------------- |
|     | Kővágóörsi zsinagóga     | ?        | ?       | 1820-as évek | Használaton kívül áll.                              |
|     | Pápai zsinagóga          | ?        | ?       | 1844–1846    | Használaton kívül áll.                              |
|     | Sümegi zsinagóga         | ?        | ?       | 1886         | Iskolai célokra használják.                         |
|     | Tapolcai zsinagóga       | neológ   | ?       | 1863         | Kulturális célokra használják.                      |
|     | Várpalotai zsinagóga     | ?        | ?       | 1839         | Kulturális célokra használják.                      |
|     | Veszprémi nagy zsinagóga | ?        | ?       | 1862–1865    | Átépítették, a Veszprémi Bányakapitányság székháza. |

### Zala vármegye
| Kép | Név                     | Irányzat | Tervező                                                | Építési idő | Megjegyzés                     |
| --- | ----------------------- | -------- | ------------------------------------------------------ | ----------- | ------------------------------ |
|     | Keszthelyi zsinagóga    | neológ   | ?                                                      | 1852        | Használatban.                  |
|     | Nagykanizsai zsinagóga  | neológ   | Voyta Ferenc terveinek átdolgozásával Ehrmann és Marek | 1807–1821   | Kulturális célokra használják. |
|     | Zalaegerszegi zsinagóga | neológ   | Stern József                                           | 1903        | Kulturális célokra használják. |

## Zsinagógák a történelmi Magyarországon
A mai Magyarország mellett számos zsinagóga épült a tágabb, történelmi Magyarország területén. Ezek az épületek napjainkban a trianoni békeszerződés következtében a szomszédos államok kulturális kincseihez tartoznak.

### Szerbia
- Adai zsinagóga
- Bácsföldvári zsinagóga
- Nagybecskerek zsinagóga
- Pancsova zsinagóga
- Szabadkai zsinagóga
- Újvidéki zsinagóga

### Románia
- Aradi neológ zsinagóga
- Bálinci zsinagóga
- Besztercei zsinagóga(wd)
- Brassói neológ zsinagóga
- Brassói ortodox zsinagóga
- Dési zsinagóga
- Gyergyószentmiklósi zsinagóga(wd)
- Gyulafehérvári zsinagóga(wd)
- Karánsebesi zsinagóga(wd)
- Kolozsvári neológ zsinagóga
- Kolozsvári ortodox zsinagóga
- Lugosi zsinagóga
- Máramarosszigeti zsinagóga
- Marosvásárhelyi zsinagóga
- Medgyesi zsinagóga(wd)
- Nagybányai zsinagóga
- Nagykárolyi zsinagóga(wd)
- Nagyszebeni zsinagóga
- Nagyváradi neológ zsinagóga
- Nagyváradi ortodox zsinagóga
- Sepsiszentgyörgyi zsinagóga
- Szamosújvári zsinagóga(wd)
- Szatmárnémeti Zárda utcai zsinagóga
- Szatmárnémeti Várdomb utcai zsinagóga
- Szilágysomlyói zsinagóga
- Temesvári belvárosi zsinagóga
- Temesvári gyárvárosi zsinagóga
- Temesvári józsefvárosi zsinagóga
- Tordai zsinagóga(wd)
- Zilahi zsinagóga(wd)
- Zsibói zsinagóga(wd)

### Szlovákia
- Bártfai zsinagóga
- Breznóbányai zsinagóga
- Kassai zsinagóga
- Komáromi zsinagóga
- Körmöcbányai zsinagóga
- Liptószentmiklósi zsinagóga
- Losonci zsinagóga
- Lőcsei zsinagóga
- Nyitrai zsinagóga
- Rimaszombati zsinagóga
- Rozsnyói zsinagóga
- Selmecbányai zsinagóga
- Trencséni zsinagóga

### Ukrajna
- Beregszászi zsinagóga
- Csapi zsinagóga
- Ungvári zsinagóga

## Külső hivatkozások
- Zsinagóga.lap.hu - linkgyűjtemény
- Zsinagógák a történelmi Magyarországon

## Magyar nyelvű szakirodalom
- Gazda Anikó: Zsinagógák és zsidó községek Magyarországon. Térképek, rajzok, adatok, MTA Judaisztikai Kutatócsoport, Budapest, 1991, ISBN 963-7450-11-4
- (szerk.) Gerő László: Magyarországi zsinagógák, Műszaki Könyvkiadó, Budapest, 1989, ISBN 963-10-8231-8
- Katona József: A 90 éves Dohány-utcai templom. Grünvald Fülöp – Naményi Ernő: Budapesti zsinagógák, Országos Magyar Zsidó Múzeum, Budapest, 1949 (2 mű egy kötetben)
- Klein Rudolf: Zsinagógák Magyarországon 1782–1918, TERC Kft., Budapest, 2011, ISBN 9789639968011
- Kormos, Péter, Villányi András, Raj Tamás. Budapest zsinagógái – The Synagogues of Budapest. Budapest: Villányi Kiadó (2007). ISBN 9789632179735
- P. Brestyánszky Ilona: Budapest zsinagógái, Ciceró Könyvkiadó, Budapest, 1999, ISBN 963-539-251-6
- Podonyi Hedvig: Zsinagógák Magyarországon, Viva Média Holding, Budapest, 2005, ISBN 963-761-972-0
- Pusztay Sándor: Zsinagógák Szlovákiában – Zsinagógák, zsidó temetők, emlékhelyek, Kornétás Kiadó, 2018, ISBN 9786155058929
- Szegő György – Szegő Dóra: Zsinagógák, Budapest Főváros Önkormányzata Főpolgármesteri Hivatala, Budapest, 2004, ISBN 963-9170-83-6
- Zsidó emlékek Tolna megyében
- https://hu.pinterest.com/andy1945/zsido-imah%C3%A1z/